# إريك مارتن (كاتب)
إريك مارتن (بالألمانية: Erik Martin)‏ هو كاتب أغاني وكاتب ألماني، ولد في 12 يناير 1936 في نويس في ألمانيا، وتوفي في 25 أبريل 2017.